# Восток (футбольный клуб)
«Восток» — казахстанский футбольный клуб из Усть-Каменогорска. Был основан в 1963 году. Матчи проводил на стадионе «Восток».
В 2015 году было принято решение объединить футбольные клубы «Восток» и «Спартак», создав футбольный клуб «Алтай», представляющий Восточный Казахстан.
В 2018 году клуб был окончательно ликвидирован.

## История
На рубеже 1950—1960-х годов в Усть-Каменогорске выступали две команды — «Металлург» и «Торпедо». Причём существовала некоторая разграниченность этих команд: «Металлург» чаще выступал в первенстве Казахской ССР, а «Торпедо» — в Кубке Казахской ССР. «Торпедо» трижды выигрывало почётный трофей и дважды, в 1961 и 1962 гг., доходило до полуфинала союзного «Кубка миллионов».
Ввиду того, что Усть-Каменогорск был допущен к первенству СССР среди мастеров, эти команды слились в одну под названием «Восток».
В 1963—1991 годах — участник 29 чемпионатов СССР (класс Б — 3, вторая группа класса А — 5, вторая лига — 21). В 1038 матчах +398=234-406, мячи 1471—1297. Самая крупная победа — 8:0 (СКИФ, Алма-Ата, 1980).
В Премьер-лиге с 1992 года, кроме 2010 года, проведшая за это время 17 сезонов. В 537 матчах Премьер-лиги: 204 побед, 84 ничьих и 249 поражений. Разница мячей: 643—724. Лучшее место в Премьер-лиге — 5 (1997, 1998). Самая крупная победа — 8:0 («Автомобилист», Шортанды, 1997).
2 февраля 2010 года «Восток» был исключён из казахстанской премьер-лиги из-за финансовых проблем.
В сезоне 2010 года «Восток» занял 1 место в первой лиге и в 2011 году вновь выступал в премьер-лиге, но снова вылетел в первую лигу. Заняв 2 место в первой лиге, «Восток» вышел в премьер-лигу. В 2013 году занял 11 место в чемпионате и проиграл в стыковом матче «Спартаку» Семей 0:1. В сезоне-2014 команда, находясь на лидирующих позициях, в конце сезоне проиграла ключевые матчи и заняла 6 место.

## Выступал под названиями
- «Восток» (1963—1996, 1998, с 2003)
- «Восток-Адиль» (1997)
- «Восток-Алтын» (1999—2002)

## Достижения
Кубок Казахстана по футболу:
- Обладатель: 1994
- Финалист: 1999

Первая лига Казахстана по футболу:
- Победитель: 2010
- Серебряный призёр (2): 2012, 2015

## Тренеры
- Рудольф Данилов (1963)
- Борис Еркович (1964—1965)
- Петров, Юрий Мартемьянович (1966—1967)
- А. Чен Ир Сон (1968)
- Геннадий Костюченко (1969—1971)
- Владимир Скулкин (1972—1975)
- Сергей Квочкин (1976 — август 1978)
- Трегубов Владимир Григорьевич (август 1978 — 1980)
- Геннадий Костюченко (1981)
- Владимир Скулкин (1982)
- Фарид Хисамутдинов (1983 — июнь 1984)
- Сергей Квочкин (июль 1984—1986)
- Сергей Гороховодацкий (15 октября 1986 — 1998)
- Валерий Журавлёв (1999—2000)
- Анатолий Чернов (2001)
- Вахид Масудов (2002)
- Вячеслав Фёдоров (2003)
- Александр Пискарёв (2004, по 21 мая)
- Павел Евтеев (22 мая — 1 июня 2004, и. о.)
- Сергей Гороховодацкий (июнь 2004 — 25 июня 2006)
- Павел Евтеев (26 июня 2006 — июль 2007)
- Александр Голоколосов (июль 2007 — 2008)
- Андрей Мирошниченко (2009, по 12 апреля)
- Павел Евтеев (30 апреля — 12 июля 2009)
- Ойрат Садуов (2009, с 19 июля)
- Вахид Масудов (2010 — 10 мая 2011)
- Александр Голоколосов (2011, с 13 мая)
- Павел Салий (2012)
- Павел Евтеев (2012, с июня)
- Владимир Фомичёв (2013)
- Павел Евтеев (2014—2015)